# Albersdorf (Amt Kirchspielslandgemeinde)

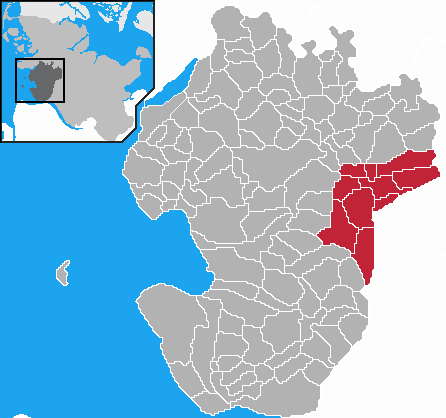
Localização do Amt Albersdorf

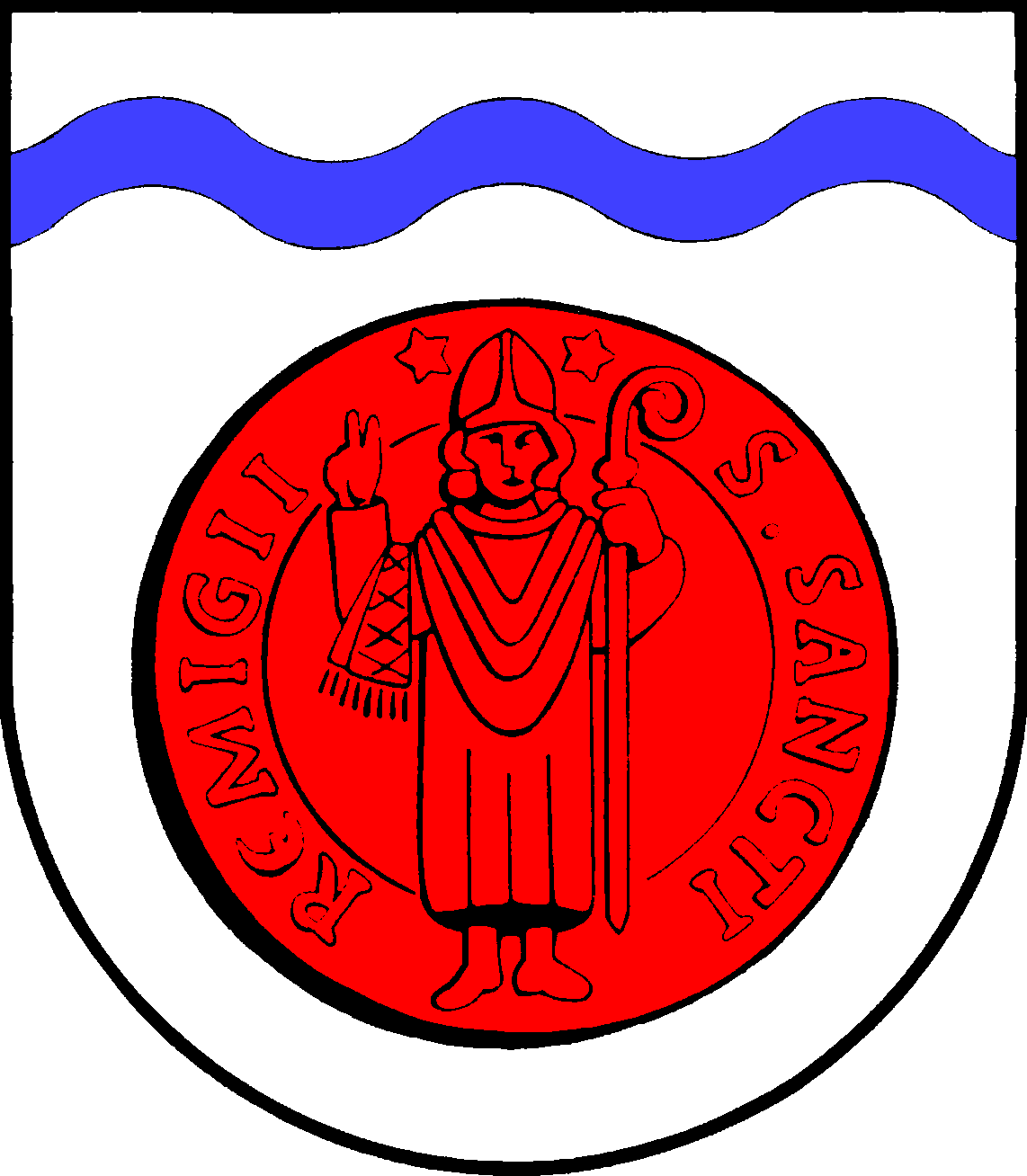
Brasão do Amt Albersdorf

Albersdorf foi uma associação municipal (Amt) da Alemanha, localizada no  estado de Schleswig-Holstein, distrito de Dithmarschen. Em 28 de maio de 2008, se uniu com o Amt Meldorf-Land e a cidade de Meldorf para formar o Amt Mitteldithmarschen. Sua sede era Albersdorf.

## Municípios Associados
Albersdorf consistia dos seguintes municípios (população em 31/12/2006):
1. Albersdorf (3517)
2. Arkebek (246)
3. Bunsoh (875)
4. Immenstedt (97)
5. Offenbüttel (294)
6. Osterrade (463)
7. Schafstedt (1364)
8. Schrum (77)
9. Tensbüttel-Röst (691)
10. Wennbüttel (84)